# Lars Magnus Ericsson
Lars Magnus Ericsson, ofta L. M. Ericsson, född 5 maj 1846 på Nordtomta gård i Värmskogs socken, Värmlands län, död 17 december 1926 på Hågelby gård i Botkyrka i Stockholms län, var en svensk uppfinnare och företagare.
Ericsson är mest känd som grundare av Ericsson under namnet Telefonaktiebolaget LM Ericsson.

## Biografi

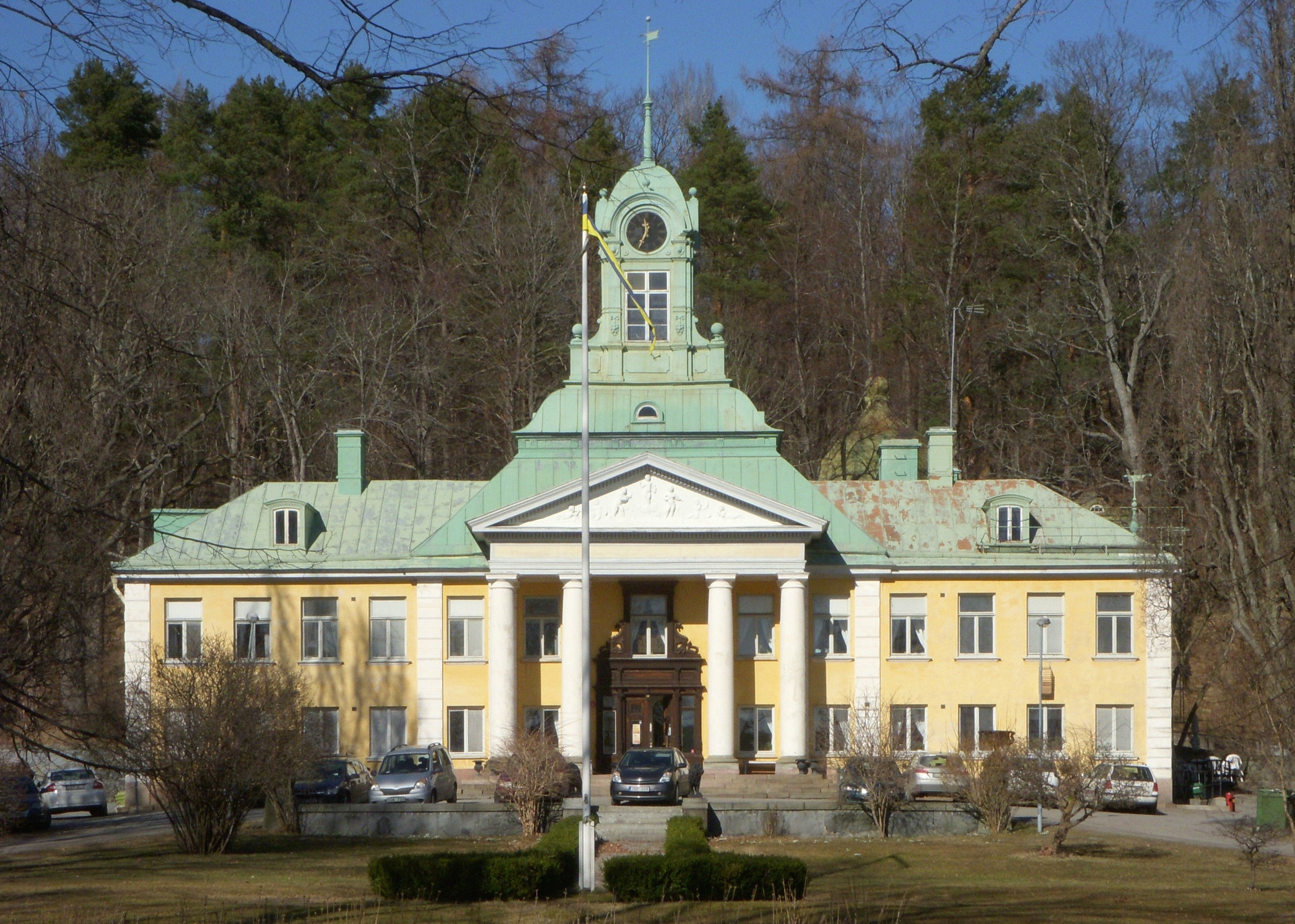
Alby gård.

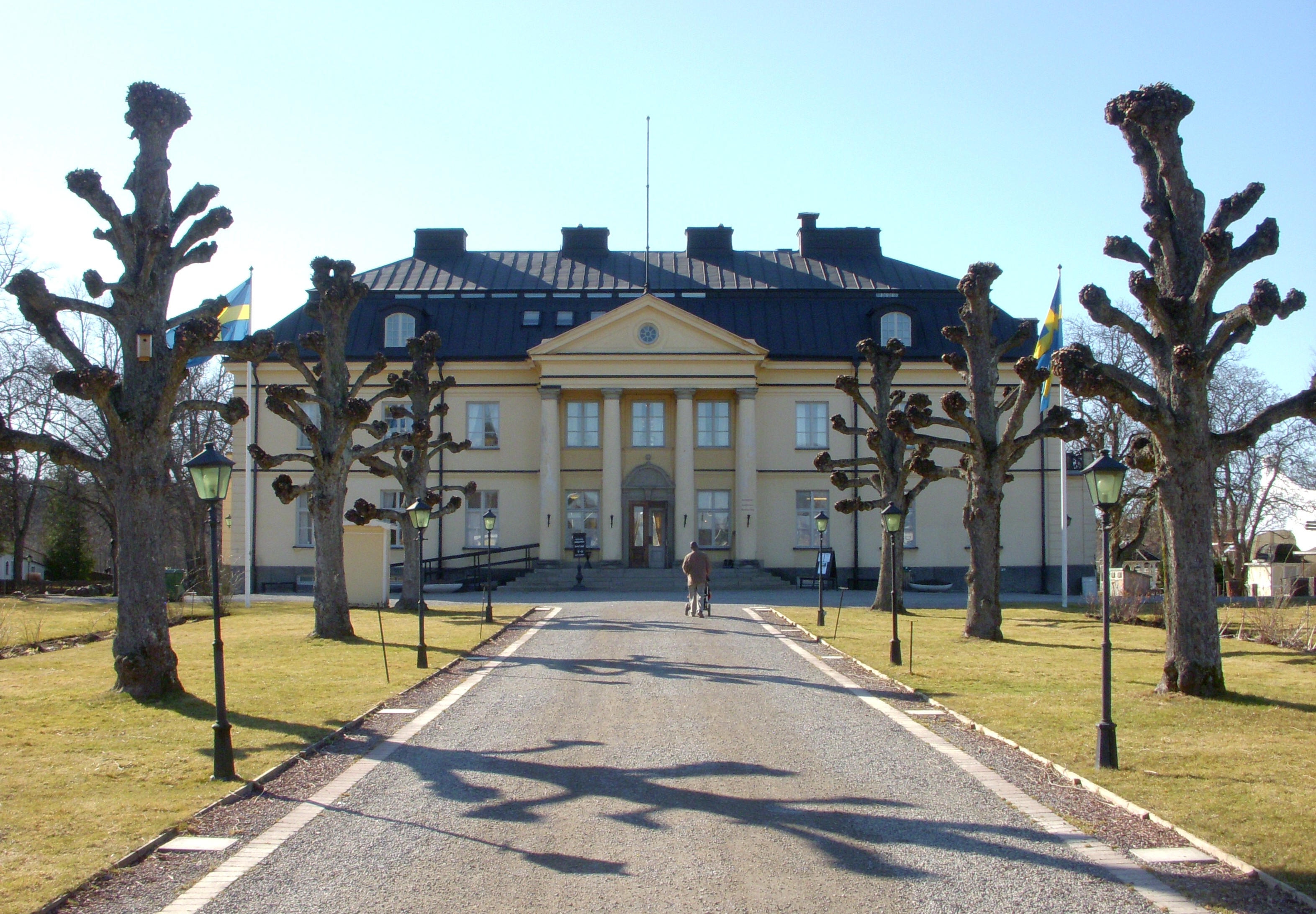
Hågelby gård.

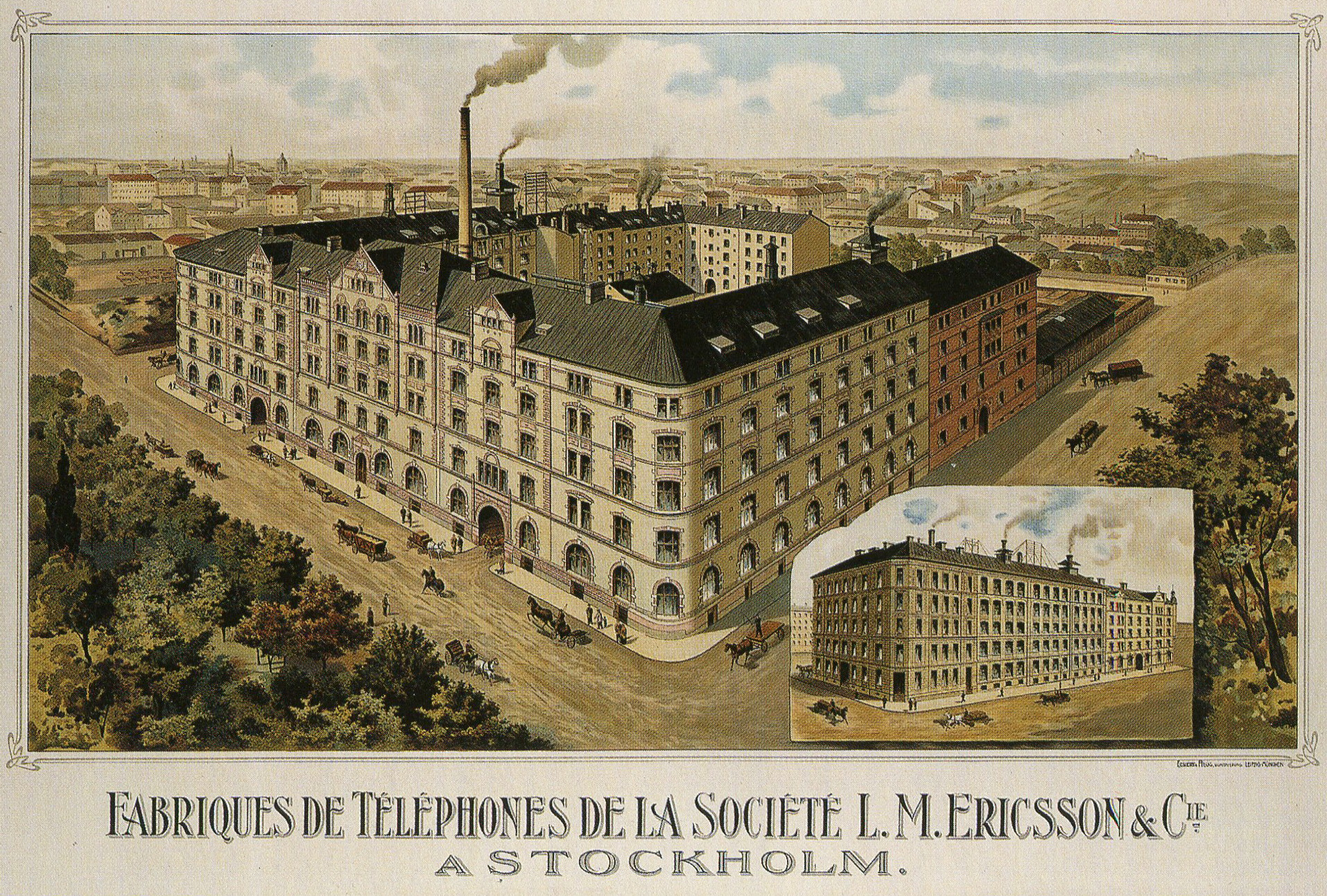
LM Ericssons fabriker vid Tulegatan, Stockholm, 1890-tal.

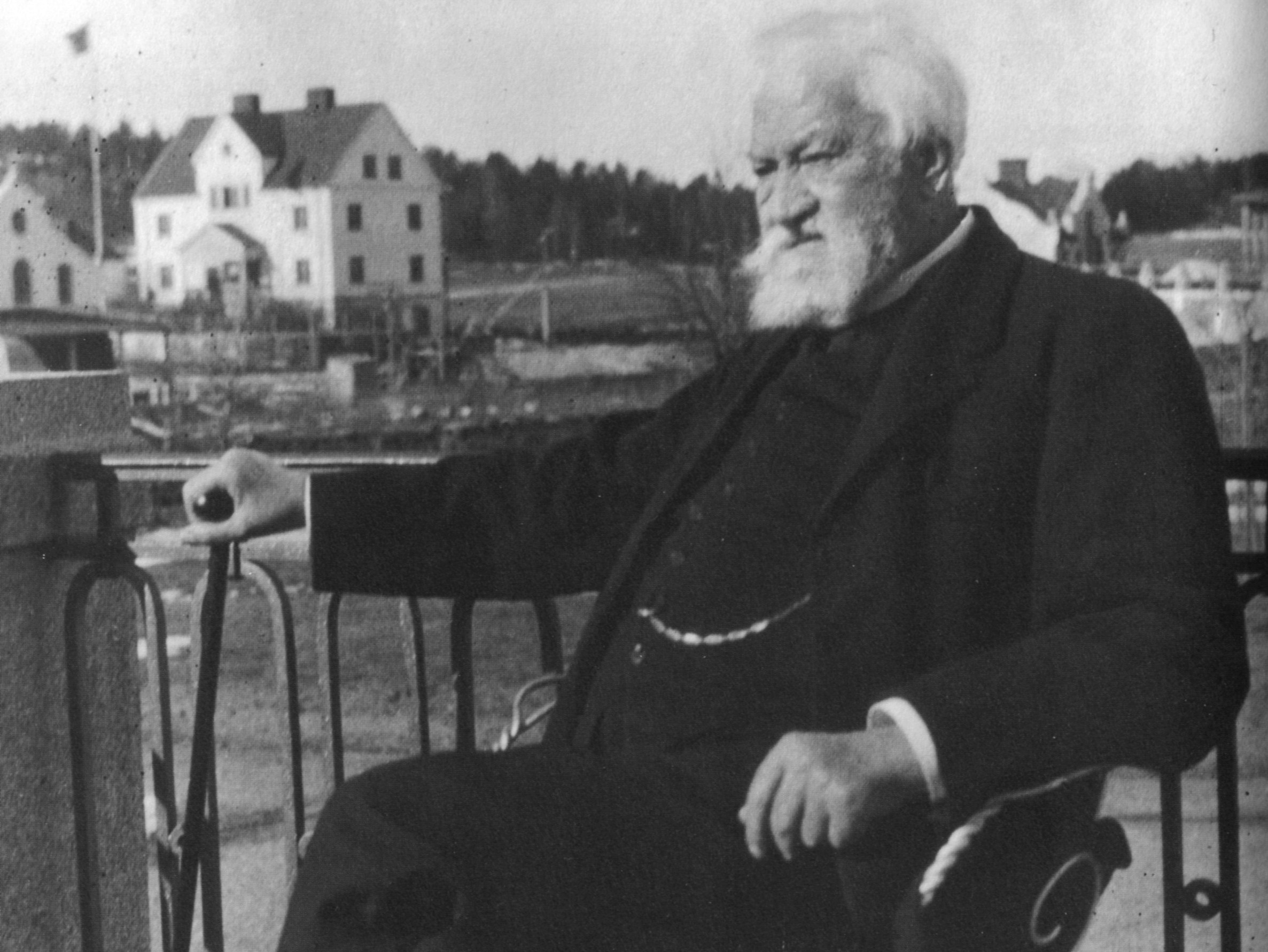
Lars Magnus Ericsson på Hågelby 1926.

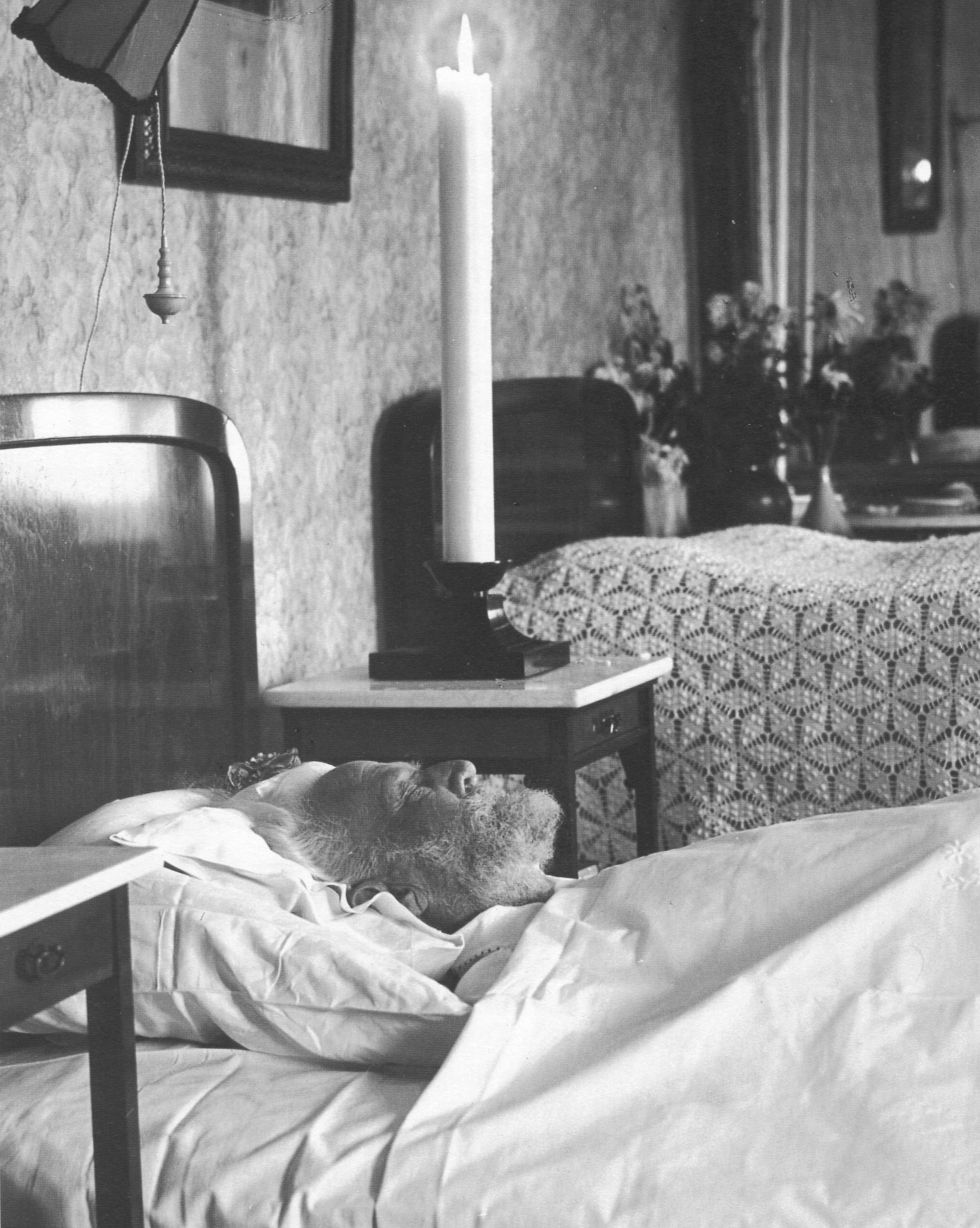
L.M. Ericsson på lit de parade på Hågelby.

### Uppväxt
Lars Magnus Ericsson var son till hemmansägaren Erik Ericsson (1804–1858) från Vegerbol i Värmskog och Maria Jonsdotter (1810–1890) från Mosterud i Stavnäs socken. Han föddes i Värmskog, mellan Grums och Arvika, och växte upp i den lilla byn Vegerbol. Hans födelsehem är idag ett museum, LM Ericssongården.  Då Ericsson var tolv år avled fadern och han var tvungen att börja arbeta.

### Arbete
Ericsson arbetade som rallare och gruvarbetare, både i Sverige och Norge. År 1867 flyttade familjen till Stockholm och han tog arbete vid Öller & Co, som huvudsakligen tillverkade telegrafutrustning. Efter sex år (1873) fick han tack vare sina färdigheter stipendium för att fortsätta utbilda sig utomlands. Han åkte till Schweiz och Tyskland. Bland annat praktiserade han som instrumentmakare hos Siemens och Halske.

### Grundandet av en mekanisk verkstad
Då Ericsson 1876 återvände till Sverige grundade han och en kamrat från Öller & Co, Carl Johan Andersson, en liten mekanisk verkstad. Carl Johan Andersson köptes senare ur företaget men fortsatte att samarbeta med Lars Magnus Ericsson. De höll från början till i ett före detta kök på omkring 13 m² på Drottninggatan 15 i centrala Stockholm. Där tillverkade de matematiska och fysikaliska instrument, men snart började tillverkning av en egen variant av telefonen. År 1883 inleddes ett samarbete med Henrik Tore Cedergren, grundare av Stockholms allmänna telefonaktiebolag, och Ericssons företag började växa ordentligt.
Den av Ericsson 1885 tillämpade mikrotelefonidén, en mikrofon kombinerad med hörtelefon, gjorde hans namn berömt inom telefontekniken. Efter ett antal förbättringar patenterades mikrotelefonen 1895. 1896 lät han ombilda sitt företag till aktiebolag.

### Den första stora fabriken
Företaget växte snabbt och verksamheten flyttade flera gånger till olika adresser runtom i Stockholm. Till följd av stigande efterfrågan på företagets produkter etablerade man sig 1884 i ett nybyggt hus (arkitekt Gustaf Sjöberg) i kvarteret Hälsan vid Tulegatan 5, som då räknades till stadens utkanter. Då hade Ericsson 94 anställda. 1890–1891 uppfördes ytterligare en industribyggnad i kvarteret, med putsade fasader och inre konstruktion av gjutjärn, efter ritningar av Wilhelm Klemming.
År 1895 förvärvades några fastigheter i det till fabriken närbelägna kvarteret Taktäckaren vid Tulegatan 15–19; då hade företaget 500 medarbetare som producerade 17 237 telefonapparater. Året därpå producerade 700 medarbetare 25 580 apparater, varav 85 procent gick på export. Dessutom tillverkades telefonväxlar, telegrafer och olika telefoninstrument.
Mot Tulegatan uppfördes under år 1896 till 1897 de nya fabriksbyggnaderna av byggmästaren Lars Östlihn efter ritningar av den mycket produktive arkitekten Johan Laurentz. Samma år (1896) ombildades företaget till aktiebolag under namnet "LM Ericsson & Co" med kapital på en miljon kronor. Företagsledningen flyttade in i Tulegatan nr 17.

### Ericsson lämnar bolaget
Det har sagts att Ericsson var en krävande person, som ogillade all publicitet runt sin person. Han var respekterad av sina anställda. Han var en motståndare till patent, då många av företagets produkter inte varit möjliga att producera om patentlagstiftningen varit effektivare. Han brydde sig inte om att ett norskt företag kopierade hans telefon, och hans egen telefon var i stort en kopia av en modell från Siemens. Hade lagstiftningen varit effektivare hade Bell kunnat patentskydda telefonen i hela världen, vilket han nu inte kunde. Från början trodde Ericsson inte på att de stora massorna av människor skulle vara intresserade av att äga en telefon, eftersom han såg den som en leksak för överklassen.
År 1900 drog sig Ericsson tillbaka från företaget; han var då 54 år gammal. Han behöll sina aktier fram till 1903. Några år tidigare (1895) hade han köpt Alby gård vid Albysjön i nuvarande Botkyrka kommun; här skulle han bedriva ett mönsterjordbruk. 
I december 1909 kallades Ericsson av Stockholms högskola till filosofie hedersdoktor, vilket han avböjde med motiveringen "[...] då mitt medvetande ej kan överskyla mina bristande förutsättningar för ifrågavarande hedersbevisning".
Ericsson slog sig ner på Alby gård i Alby i Botkyrka kommun, där han skapade ett mönsterjordbruk. Hans ladugård var storslagen och modern, med telefoner och snillrika uppfinningar. År 1906 köpte han Hågelby gård i Botkyrka kommun och efter stora ombyggnader flyttade han dit tio år senare. Alby gård togs över av sonen Gustaf Ericsson och Ladugården byggdes sedermera om till ett kulturhus, Subtopia. Hågelby gård köptes från Ericssons ättlingar av kommunen på 1960-talet och blev sedermera folkpark.

### Död
Lars Magnus Ericsson avled på eftermiddagen den 17 december 1926 i sitt hem Hågelby gård i Tumba efter en hjärnblödning. Han begravdes i det sydvästra hörnet på kyrkogården vid Botkyrka kyrka, söder om Stockholm. Hans grav är inte utmärkt med någon gravsten.

### Hilda Ericsson
Hustrun Hilda Carolina Ericsson, född Simonsson 1860 och död 1941, har på senare tid lyfts fram som delaktig i grundandet och utvecklingen av företaget, med hänvisning till en korrespondens mellan paret från 1881 som visar hennes inblandning i den första stora affären med Gävle Telefonförening.

### Familj
Med Hilda fick Lars Magnus fyra barn: 
- Sonen John Ericsson (1879–1881)[10]
- Sonen Gustaf L.M. Ericsson (1880–1965).
- Dottern Anna Ericsson (1881–1967), gift med Knut Harald Giertz. De är föräldrar till biskopen Bo Giertz och arkitekt Lars Magnus Giertz (1908–2008), samt farföräldrar till kusinerna Caroline Giertz och författaren Martin Giertz.
- Sonen Lars Magnus "Lalle" Ericsson jr. (1892–1921).